# Monnina pachycoma
Monnina pachycoma är en jungfrulinsväxtart som beskrevs av Chod.. Monnina pachycoma ingår i släktet Monnina och familjen jungfrulinsväxter. Inga underarter finns listade i Catalogue of Life.